# Angèle und Tony
Angèle und Tony ist ein französischer Spielfilm von der Regisseurin und Drehbuchautorin Alix Delaporte aus dem Jahre 2010.

## Handlung
Die 27-jährige Angèle lernt über eine Zeitungsanzeige den Fischer Tony kennen. Der verschlossene, bedächtige Mann wohnt an der rauen Normandie-Küste, wo er nach dem Tod des Vaters immer noch mit seiner Mutter Myriam zusammenlebt. Sie verkauft den Fisch, den er mit seinem Kutter im Meer fängt. Tonys Bruder Ryan wiederum ist von der Vorstellung besessen, den im Meer ertrunkenen Vater auch nach einem halben Jahr noch mithilfe von Tauchern zu finden. Beide sind zudem aktiv tätig, um gegen hohe Fangquoten der Regierung zu protestieren, weswegen vor allem Ryan immer wieder mit der Polizei aneinandergerät. Tony erkennt schnell, dass die schöne Städterin Angèle nicht an die Küste gehört und dass er für sie viel zu alt ist. Er schickt sie fort, bietet ihr vorher aber noch an, im Familienbetrieb beim Verkauf zu helfen.
Tony kennt Angèles Vergangenheit nicht: Sie war zwei Jahre im Gefängnis, weil man sie für den Tod ihres Ehemanns verantwortlich machte, den sie selbst als Unfall bezeichnet. Derzeit ist sie auf Bewährung auf freiem Fuß. Ihr Sohn Yohan ist neun Jahre alt und hat seine Mutter seit zwei Jahren nicht mehr gesehen. Er wächst bei Angèles Schwiegereltern auf, die gerne das Sorgerecht für Yohan hätten. Angèle jedoch hofft, wieder Kontakt und Zugang zu ihrem Sohn zu bekommen, wofür eine stabile familiäre Situation nötig ist. All das verschweigt sie Tony, als sie zu ihm zurückkehrt. Sie will bei der Familie arbeiten und, weil sie in der Stadt in einem Heim lebt, auch bei Tony und seiner Mutter wohnen. Zunächst versucht Angèle Tony schroff zu verführen, doch weist er sie zurück. Beide ziehen sich auf die Kollegen-Ebene zurück. Angèle lernt langsam, hat sie doch von Fischen keine Ahnung, doch bleibt Tony hartnäckig und schließlich hilft Angèle sinnvoll im alltäglichen Verkaufsgeschäft mit. Sie erhält von Tony einen Arbeitsvertrag und bald kommen sich Tony und Angèle näher. Auch zu den Dorfbewohnern findet Angèle langsam Anschluss. Bald schon träumt sie von Heirat und erzählt ihrem Bewährungshelfer, dass sie Tony ehelichen werde. Dies würde ihre Chancen, bei einem Sorgerechtsstreit Yohan zugesprochen zu bekommen, steigern.
Myriam ist von der Aussicht, ihren Sohn mit einer ihr eigentlich fremden Frau zusammen zu sehen, wenig begeistert. Er meint, dass wenn Angèle gehen müsste, er ebenfalls verschwinden würde. Am nächsten Tag bemerkt Angèle, dass ihre Sachen durchwühlt wurden. Sie stellt Myriam zur Rede, die zugibt, nun von der Bewährungsstrafe und dem Kind zu wissen. Angèle will ihre Sachen packen und gehen, doch zeigt ihr Myriam, dass sie bleiben soll. Bei einem Gespräch mit der Familienrichterin, die über Yohans Zukunft entscheiden wird, gibt Angèle wenig später zu, die Hochzeit erfunden zu haben. Tony sei nur ihr Arbeitgeber. Er wiederum gesteht ihr wenig später, mit ihr zusammenleben zu wollen, und Angèle ist glücklich. Sie passt Yohan wenig später auf einem Spielplatz ab und nimmt ihren Sohn mit sich. Sie zeigt ihm Tonys Haus, die Tiere und stellt ihn wenig später Tony vor. Der ist überrascht, wusste er doch nichts von dem Kind. Er fragt Yohan, wo er wohne und warum er nicht bei seiner Mutter lebe, und erfährt so, dass Angèle im Gefängnis gesessen hat. Er ist enttäuscht, dass Angèle ihm die Wahrheit verschwiegen hat, erkennt aber, wie wichtig ihr ihr Sohn ist. Beide beschließen, tatsächlich zu heiraten.
Bei der Sorgerechts-Anhörung vor Gericht einige Tage später unterbricht Angèle kurz nach Beginn die Befragungen. Sie weiß, dass es für Yohan zu früh ist, sich für sie als Mutter zu entscheiden, zu lange hat er sie nicht sehen können. Kurz darauf findet die Hochzeit von Tony und Angèle statt. Vor dem Rathaus erscheint Angèles Schwiegervater mit Yohan. Er hat sich aus freien Stücken entschieden, zu seiner Mutter zu kommen. Der Schwiegervater wiederum hat ihn ohne Wissen seiner Frau, die Angèle kritisch gegenübersteht, zu ihr gebracht. Yohan will wissen, ob es weh tut, wenn ein Krebs zwickt. Tony und Angèle lassen daraufhin die Feiergesellschaft vor dem Rathaus stehen und fahren an die Küste. Im Schlamm suchen sie nach Krebsen und Yohan kann seine Frage so selbst beantworten. Zum ersten Mal umarmen sich Mutter und Sohn wieder innig und Angèle ist glücklich.

## Produktion
Angèle und Tony wurde in Caen, Creully, Lisieux, Port-en-Bessin-Huppain, Pont-l’Évêque und Mairie gedreht. Einzelne Drehorte waren die Kirche Saint-André in Port-en-Bessin-Huppain sowie das Rathaus in Creully als Ort der Hochzeitsszene.
Es war nach zwei Kurzspielfilmen das Langfilmdebüt von Alix Delaporte. Mit Hauptdarstellerin Clotilde Hesme hatte sie zuvor bereits bei einem Kurzfilm zusammengearbeitet. Hesme und Hauptdarsteller Grégory Gadebois kannten sich wiederum vom gemeinsamen Studium am Konservatorium. Der Handlungsort, die raue Küste der Normandie, war Delaporte aus ihrer Kindheit bekannt. Ihre Mutter und Großmutter kamen aus der Nähe von Port-en-Bessin, wo Delaporte oft ihre Ferien verbrachte.
Der Film erlebte im Rahmen der Internationalen Kritikerwoche auf den Internationalen Filmfestspielen von Venedig 2010 seine Premiere. Am 26. Januar 2011 erschien der Film in den französischen Kinos, kam im Juli 2011 erstmals in die Schweizer Kinos und lief am 4. August 2011 auch in Deutschland in den Kinos an. Im Dezember 2011 erschien der Film auf DVD.

## Kritik
Der film-dienst schrieb, dass der Film „in klaren, ruhigen Bildern und nahe an seinen starken Darstellern […] eine bewegende Geschichte um die Macht der Liebe [entfaltet]“ und dabei auch romantisch, aber nie banal sei, was vor allem durch den „wohldosierten, konzentrierten Einsatz der filmischen Erzählmittel“ gelinge. Der Spiegel nannte Angèle und Tony eine „schmucklose Liebesgeschichte, die sich keine Arabesken erlaubt, sondern ebenso entschlossen wie ihre Heldin auf ihr Ziel zusteuert.“ Der Film verzichte auf überflüssige Worte und die Regisseurin setzte stattdessen „Blicke und Gesten, physische Präsenz und schließlich Szenen einverständigen Schweigens, in denen die Körper in einer mésalliance cordiale zueinander finden.“ Für Cinema war es ein „atemberaubender Film […], der seine Geschichte in ruhigen, unsentimentalen Bildern entwickelt“ und ein „grandioser Debütfilm, der lange nachklingt“.

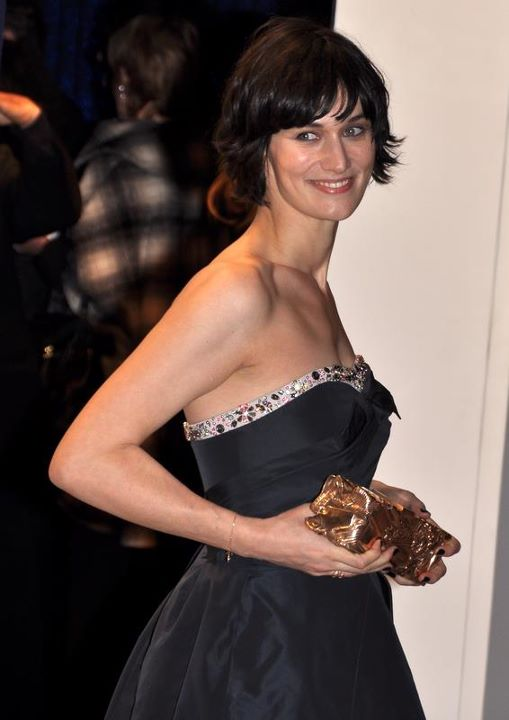
Clotilde Hesme mit dem César für ihre Darstellung der Angèle

## Auszeichnungen
Angèle und Tony gewann auf dem Deauville Film Festival 2010 den Prix Michel d’Ornano. Der Film erhielt beim César 2012 zwei Auszeichnungen und eine Nominierung: Clothilde Hesme wurde als Beste Nachwuchsdarstellerin geehrt, und Grégory Gadebois erhielt den Preis als Bester Nachwuchsdarsteller. Alix Delaporte war zudem in der Kategorie Bestes Erstlingswerk nominiert und gewann 2012 einen Étoile d’Or für das beste Erstlingswerk.